# أنسون إف. كيلر
أنسون إف. كيلر هو سياسي أمريكي، ولد في 22 سبتمبر 1887 في بروكلين في الولايات المتحدة، وتوفي في 29 سبتمبر 1943 في نيوينغون في الولايات المتحدة. نشط حزبياً في الحزب الجمهوري. وقد انتخب عضو مجلس ولاية كونيتيكت ‏.